# Câmpia Siberiei de Est
Câmpia Siberiei de Est se întinde la est de gura de vărsare a fluviului Lena și până la gura de vărsare a râului Kolâma. 

## Date geografice

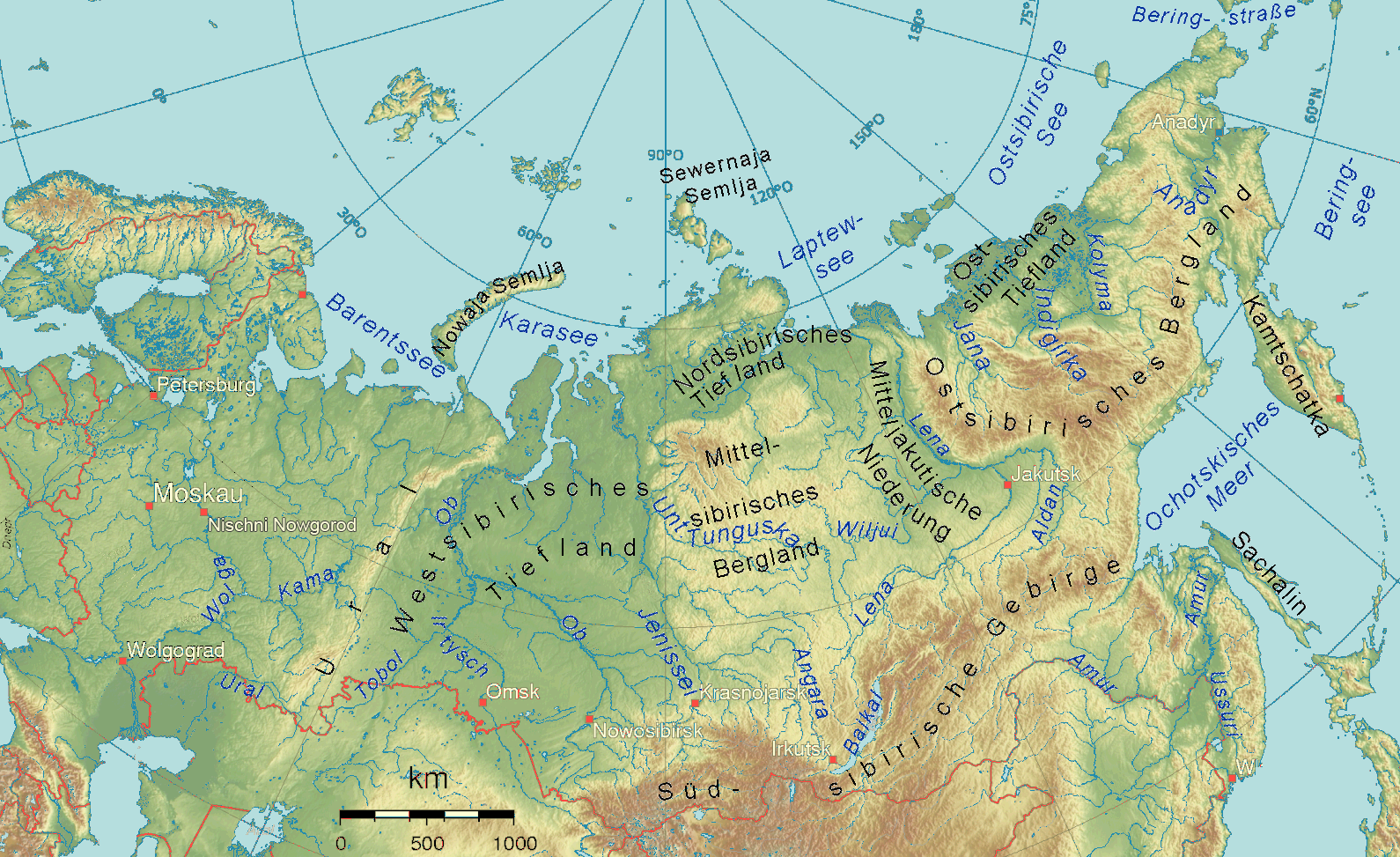
1-Câmpia Siberiei de Est, 2-Munții Siberiei de Est, 3-Depresiunea Centrală Iacută, 4-Platoul Siberian Central, 5-Câmpia Siberiei de Nord, 6-Câmpia Siberiei de Vest, 7-Munții Siberiei de Sud

Câmpia se întinde la nord de cercul polar, are forma literei V și cuprinde regiunea cursurilor inferioare ale apelor curgătoare Iana, Indighirka și Kolâma. În partea de vest se află câmpia râului Indighirka, iar la est a râului Kolâma. La nord, Câmpia Siberiei de Est este limitată de Marea Siberiană Orientală, la vest de Munții Siberiei de Est, care se întind pe o lungime de 2.700 km și cuprind munții Cerski, Moma și platourile Iukaghir, Aniui. Regiunea este mlăștinoasă, cu un relief care a fost nivelat de ghețari, cu o vegetație de tundră.

## Ape curgătoare
- Alaseia
- Iana
- Indighirka
- Kolâma